# Linia czysta
Linia czysta – pojęcie funkcjonujące w genetyce eukariotów; zbiór osobników homozygotycznych względem danej cechy lub cech,  zasadniczo mających ten sam genotyp. Wszelkie różnice genotypu pochodzą ze źródła zewnętrznego, mutacji. 
Termin linia czysta, wprowadzony w 1903 roku przez Wilhelma Johannsena, pierwotnie odnosił się wyłącznie do roślin samopylnych, w których rośliny rodzicielskie (P) – które zostają skrzyżowane same ze sobą – dają w każdym wypadku takie samo potomstwo (F1) – jest to przykład linii czystej.